# 루시아노 베치오
루치아노 헥터 베치오(Luciano Hector Becchio, 1983년 12월 28일~)는 아르헨티나의 전 축구 선수이다. 현역 시절 포지션은 스트라이커였다.